# Velikonoce Kamila Morávka
Velikonoce Kamila Morávka je studentský film Petra Nýdrleho a Martina Vadase z roku 1978. Pro námět 17 min. "ateliérového cvičení" studentů oboru filmový a televizní obraz Filmové a televizní fakulty Akademie múzických umění ve 3.ročníku posloužila stejnojmenná povídka Jiřího Suchého.

## Děj povídky
Kamil Morávek je mimořádně plachý člověk. Nedokázal se seznámit s žádnou ženou a žije sám v Praze. O Velikonocích pravidelně jezdívá na vysočinu za svou rodinou a již ví, co ho bude čekat po večeři – otec si ho odvede stranou a optá se na ženy.
Kamil Morávek mu vypráví o mladé dívce Margit, která po hádce s ním odešla z jeho bytu, protože i po čtyřech dnech chození s ním odmítla být mu povolná. Kamil nevydržel doma sám a šel po čase také ven, i když už byla noc. Na chodníku ale potkal nádhernou dívku, trošku podobnou Margit, ale krásnější a možná i mladší. A tato dívka se ho zeptá, kde bydlí Kamil Morávek. Kamila to překvapí, ale rychle jedná a vydává se za svého přítele a chce ji doprovodit k sobě domů. Před dveřmi ale zjistí, že pan Morávek není doma, ale Kamila napadne vyzkoušet klíče a jeden z nich pasuje. Dívka se svěří, že je sestra Margit a měla o ni strach a tak běžela ke Kamilovi domů, aby zabránila nejhoršímu. Ale z toho, že Kamila nezastihla, se zhroutí a Kamil ji opečovává. Najednou se ale vrátí Margit a dívky se začnou hádat a prát. Kamil Morávek, který se stačí schovat, zjistí, že sestry o něho soutěžily, a prchá ze svého bytu.
Kamil dopoví otci tuto vymyšlenou příhodu, otec se směje a Kamil si oddychne, že má další Velikonoce za sebou.

## Knižní vydání povídky
- Jiří Suchý: Sto povídek aneb nesplněný plán. Československý spisovatel, Praha, 1966.
- Jiří Suchý: Proč mají v zoologické zahradě klokana. Práce, Praha, 1991: s. 63–68.
- Jiří Suchý: Encyklopedie Jiřího Suchého, svazek 1, Povídky A–Ž, Karolinum a Pražská imaginace, Praha 1999.
- Jiří Suchý: Život není jenom legrace (i když většinou ano), Nakladatelství Pavel Ševčík – VEDUTA, Štíty 2007: s. 118.